# Michael Schaefer
Michael Schaefer é um produtor de cinema alemão. Foi indicado ao Oscar de melhor filme na edição de 2016 pela realização da obra The Martian, ao lado de Simon Kinberg, Ridley Scott e Mark Huffam.

## Filmografia
- 2013: Now You See Me
- 2013: The Counselor
- 2014: Exodus: Gods and Kings
- 2015: Child 44
- 2015: Equals
- 2015: The Martian
- 2015: Concussion
- 2016: Morgan
- 2017: Newness
- 2017: Alien: Covenant
- 2017: Murder on the Orient Express